# IFNA4
IFNA4‏ (Interferon alpha 4) هوَ بروتين يُشَفر بواسطة جين IFNA4 في الإنسان.